# روژه بالیان
روژه بالیان (ارمنی: Ռոժե Բալյան؛ فرانسوی: Roger Balian‎؛ زاده ۱۸ ژانویهٔ ۱۹۳۳) یک فیزیک‌دان و مهندس ارمنی-فرانسوی است که در زمینه ترمودینامیک کوانتومی و اندازه‌گیری فعالیت می‌کند. بالیان عضو فرهنگستان علوم فرانسه است. مهمترین کار وی قضیه بالیان-لو می‌باشد. بالیان رشته «فیزیک آماری» را در مدرسه پلی‌تکنیک تدریس می‌کند.

## آثار
- From Microphysics to Macrophysics. Translators Dirk ter Haar, John F. Gregg. Springer. 2007. ISBN 978-3-540-45469-4.{{cite book}}:  نگهداری CS1: سایر موارد (link)
- Méthodes en théorie des champs. World Scientific. 1981. ISBN 978-9971-83-078-6. {{cite book}}: Unknown parameter |editors= ignored (|editor= suggested) (help)